# 고우라이작
고우라이작(광둥어: 高禮澤 Gou1 Lai5 zaak6, 중국어 정체자: 高禮澤, 간체자: 高礼泽, 병음: Gāo Lǐzé 가오리쩌[*], 한자음: 고예택, 영어: Ko Lai Chak, 1976년 5월 10일~)는 홍콩의 탁구 선수이다. 2004년 하계 올림픽에서 리징과 함께 남자 복식 은메달을 획득했다.